# Gnoma agroides
Gnoma agroides es una especie de escarabajo longicornio del género Gnoma, tribu Gnomini, orden Coleoptera. Fue descrita científicamente por Thomson en 1860.

## Descripción
Mide 16-34 milímetros de longitud.

## Distribución
Se distribuye por Molucas y Célebes.